# Okres Hîncești
Hîncești je okres v středozápadním Moldavsku. Žije zde okolo 104 tisíc obyvatel a jeho sídlem je město Hîncești. Na západě sousedí s Rumunskem, na severozápadě s okresem Nisporeni, na severu s okresem Strășeni, na východě s okresem Ialoveni, na jihovýchodě s okresem Cimișlia a na jihu s okresem Leova.